# Distretto di Castroreale
Il distretto di Castroreale fu una delle suddivisioni amministrative del Regno delle Due Sicilie, subordinate alla provincia di Messina, soppressa nel 1860.

## Istituzione e soppressione
Fu istituito nel 1812 con la Costituzione del Regno di Sicilia.
Con una legge varata l'11 ottobre 1817 che riformò la ripartizione territoriale del Regno delle Due Sicilie a seguito della fusione della corona napoletana con quella siciliana, l'ente fu inserito nella provincia di Messina.
Del Distretto di Castroreale facevano parte i seguenti circondari:
- Circondario di Barcellona.
- Circondario di Taormina.
- Circondario di Novara.
- Circondario di Savoca (dal 1855 denominato Circondario di Santa Teresa).
- Circondario di Francavilla.
- Circondario di Castroreale.
- Circondario di Alì

Con l'occupazione garibaldina e annessione al Regno di Sardegna del 1860 l'ente fu soppresso.